# James Denney
Pour les articles homonymes, voir Denney (homonymie).
James Denney (né le 10 juin 1957) est un ancien sauteur à ski américain.

## Palmarès

### Jeux Olympiques
| Épreuve / Édition | Innsbruck 1976 | Lake Placid 1980 |
| Petit Tremplin    | 21e            | 36e              |
| Grand Tremplin    | 18e            | 8e               |